# Cecilio Zunzunegui
Cecilio Zunzunegui Lablanca (El Puerto de Santa María, Cádiz; 23 de mayo de 1957) deportivamente conocido como Zunzunegui, es un exfutbolista español. Jugaba como defensa lateral izquierdo y disputó la Primera División de España con el Hércules CF, el Real Zaragoza y el CE Sabadell.

## Trayectoria
Formado en el Colegio SAFA San Luis, inició su carrera en el club de su localidad natal, el Racing Portuense, en Tercera División. La temporada 1977-78 fue fichado por el FC Barcelona para reforzar al equipo filial. Tras un año con el Barcelona Atlètic en Tercera División, fue cedido a la AD Almería para la temporada 1978-79. Fue fijo en el equipo de José María Maguregui que logró el campeonato de Segunda División y el ascenso a la máxima categoría, por primera vez en su historia. La siguiente temporada fue nuevamente cedido, esta vez al Hércules CF, con el que debutó el Primera División. El verano de 1980 realizó la pretemporada en los Países Bajos con el primer equipo azulgrana, disputando varios partidos amistosos. Finalmente el técnico Ladislao Kubala le descartó, regresando como cedido al Hércules CF para el curso 1980-81.
El verano de 1981 el FC Barcelona le traspasó al Real Zaragoza, como parte del acuerdo de compra de Víctor Muñoz. En el club blanquillo permaneció dos años, con un papel testimonial, y únicamente jugó seis partidos en Primera División. La temporada 1983-84 fichó por el CE Sabadell, de Segunda División B. Defendió la camiseta arlequinada durante cuatro temporadas, logrando tres ascensos, hasta jugar en Primera División la temporada 1986-87. 
Posteriormente, pasó por el Recreativo de Huelva y el Cartagena FC, para terminar su carrera regresando al Racing Club Portuense, con el que logró un histórico ascenso de Tercera a Segunda División B. Tras su retirada, abrió una escuela de fútbol en su localidad natal.

## Clubes
| Club                    | País   | Año       |
| ----------------------- | ------ | --------- |
| RC Portuense            | España | 1976-1977 |
| FC Barcelona Atlètic    | España | 1977-1978 |
| AD Almería              | España | 1978-1979 |
| Hércules CF             | España | 1979-1981 |
| Real Zaragoza           | España | 1981-1983 |
| CE Sabadell             | España | 1983-1987 |
| RC Recreativo de Huelva | España | 1987-1988 |
| Cartagena FC            | España | 1988-1989 |
| RC Portuense            | España | 1989-1992 |

## Palmarés

### Campeonatos nacionales
| Título                     | Club        | País   | Año  |
| -------------------------- | ----------- | ------ | ---- |
| Liga de Segunda División   | AD Almería  | España | 1979 |
| Liga de Segunda División B | CE Sabadell | España | 1984 |